# Il sogno di Bruno
Il sogno di Bruno è un romanzo del 1969 scritto da Iris Murdoch.

## Trama
Ambientato a Londra negli anni Sessanta, racconta la storia di Bruno, un uomo molto anziano, colpito da una terribile malattia che lo costringe praticamente a letto e che ha un sogno: poter incontrare per un'ultima volta suo figlio che non vede da anni. La narrazione è in terza persona: ciò permette alla scrittrice di poter raccontare la trama dai molteplici punti di vista dei personaggi: Miles, figlio di Bruno, Diana moglie di Miles, Lisa sorella di Diana, Danby genero di Bruno, Adelaide infermiera di Bruno, e i gemelli Nigel e Will. Le relazioni sentimentali e affettive in continuo mutamento porteranno alla fine del romanzo ad una situazione completamente diversa da quella iniziale e ad una serie di colpi di scena inaspettati.
Riassumiamo il gioco delle coppie del romanzo: Miles e Parvati(prima moglie di Miles, muore in un incidente aereo), Miles e Diana (seconda moglie), Miles e Lisa (sorella di Diana), che si amano l'un l'altro ma che non riusciranno mai a stare insieme. Danby e Gwen (figlia di Bruno e prima moglie di Danby), Danby e Adelaide (sua serva e al tempo stesso amante), Danby e Diana, relazione cercata in un primo momento da Danby ma legata solo al sesso, Danby e Lisa (alla fine del romanzo finiranno insieme). Bruno e Janie (sua moglie), Bruno e Maureen (sua amante). Will e Adelaide (cugini, ma legati da un sentimento morboso). Alla fine del romanzo le coppie che si formeranno sono: Miles e Diana (che rimarranno comunque sposato nonostante l'amore folle di Miles per Lisa e la tresca di Diana con Danby), Danby e Lisa (nonostante quest'ultima ami follemente Miles e minacci di sparire per sempre andando in India), Bruno e Diana (che letteralmente accompagna Bruno per mano fino alla morte), e Will e Adelaide (quest'ultima costretta forzatamente al matrimonio).

## Edizioni
- Iris Murdoch, Il sogno di bruno, Feltrinelli, 1971.